# Processo ad Albert Kesselring

Kesselring sul banco degli imputati a Venezia

Catturato dagli Alleati nel maggio 1945, il feldmaresciallo Albert Kesselring, comandante supremo delle forze tedesche in Italia, fu processato per crimini di guerra da un tribunale militare britannico.
I due capi d'accusa concernevano l'aver ordinato l'eccidio delle Fosse Ardeatine del 24 marzo 1944 e l'aver emanato, a partire dal giugno dello stesso anno, una serie di direttive che prescrivevano l'impiego sistematico della rappresaglia contro i civili nella guerra antipartigiana.
Il processo, celebrato a Venezia dal febbraio al maggio 1947, si concluse con una condanna a morte tramite fucilazione, non eseguita per intervento del governo britannico.

## La corte e le parti
La corte militare britannica era presieduta dal maggior generale sir Edmund Hakewill-Smith, assistito da quattro tenenti colonnelli.
Il procuratore militare (Judge advocate) era l'esperto Carl Ludwig Stirling (King's Counsel e Deputy Judge Advocate General of the Forces), un civile, il quale aveva già ricoperto lo stesso ruolo nel processo von Mackensen-Mälzer e in diversi altri processi contro tedeschi accusati di crimini contro l'umanità e crimini di guerra (tra cui il processo di Belsen e quello al chimico inventore dello Zyklon B Bruno Tesch). Compito del Judge advocate era interpretare il diritto per i giudici della corte, nessuno dei quali era un giurista.
Il rappresentante dell'accusa (prosecutor) era il colonnello Richard C. Halse, anch'egli nello stesso ruolo nel processo von Mackensen-Mälzer e in diversi altri (tra cui il processo Eck).
Il gruppo dei difensori era guidato dall'avvocato tedesco Hans Laternser, specializzato in diritto anglosassone e già difensore di vari imputati a Norimberga (in seguito avrebbe difeso anche il feldmaresciallo Erich von Manstein).
Assistevano al processo i due colonnelli statunitensi James Notestein e Preston J. C. Murphy, designati quali osservatori dal comando del teatro di operazioni del Mediterraneo (MTOUSA).

## La prima imputazione
Kesselring era considerato il massimo responsabile della conduzione della guerra antipartigiana in Italia, sia relativamente alla Wehrmacht che alle SS, in base a un messaggio telegrafico del capo dell'OKW feldmaresciallo Wilhelm Keitel, datato 1º maggio 1944, che aveva stabilito che la direzione delle attività antipartigiane spettava al comandante supremo del fronte sud-occidentale, alle cui direttive generali il comandante supremo delle SS e della polizia (Karl Wolff) era subordinato. Per il massacro delle Fosse Ardeatine fu avanzato il primo dei due capi d'imputazione: «coinvolgimento nell'uccisione, per rappresaglia, di circa 335 cittadini italiani».

### Deposizioni dell'imputato e dei testimoni

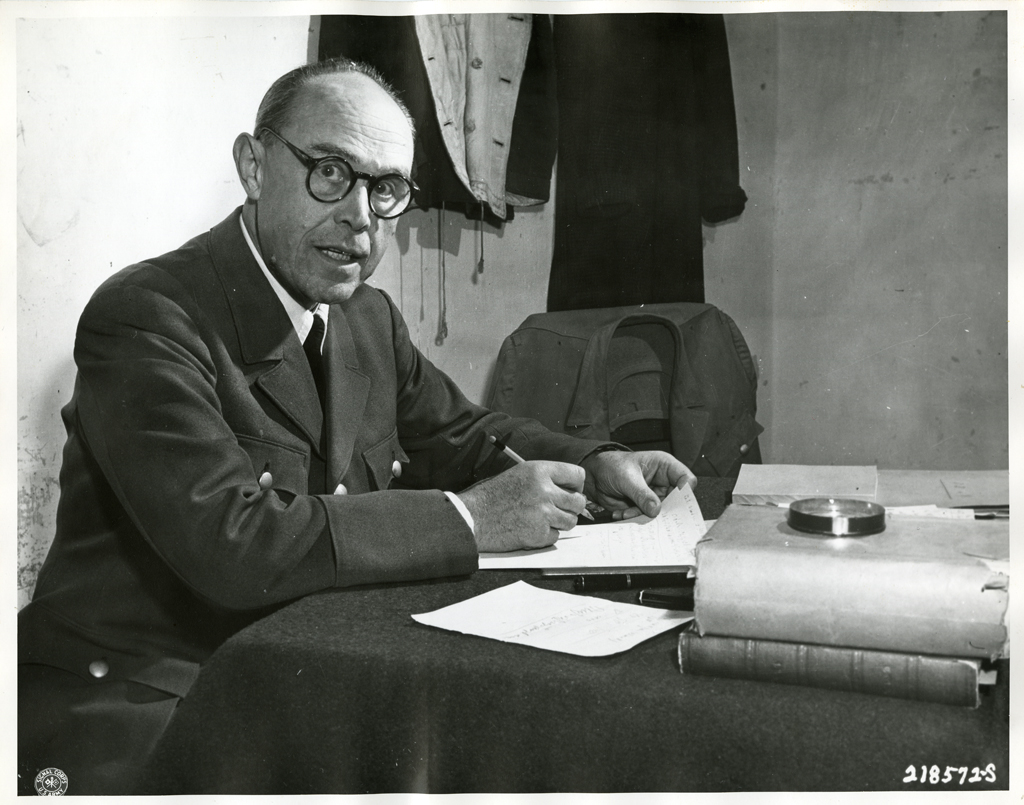
Kesselring durante il processo

Secondo la versione fornita dall'imputato e dai testimoni, Kesselring era stato informato dei fatti di via Rasella la sera del 23 marzo, una volta rientrato al suo comando sul monte Soratte dopo un'ispezione al fronte di Cassino. Seguirono due conversazioni telefoniche: nella prima il generale Horst Freiherr Treusch von Buttlar-Brandenfels, ufficiale di Stato maggiore del comando di Hitler a Berchtesgaden, aveva parlato con il generale Siegfried Westphal, capo di Stato maggiore di Kesselring, comunicandogli l'ordine del Führer (Führerbefehl) circa la rappresaglia; nella seconda, tra Kesselring e Kappler (sentito come testimone), quest'ultimo aveva comunicato al feldmaresciallo di avere a disposizione un numero di prigionieri «meritevoli di morte» sufficiente per la rappresaglia. A quel punto, Kesselring aveva trasmesso l'ordine alla 14ª Armata di von Mackensen. In seguito, durante la notte il generale Alfred Jodl aveva inviato al comando di Kesselring un secondo ordine del Führer, che oltre a ribadire il primo ordine aggiungeva che «l'esecuzione doveva essere affidata all'SD», e anch'esso era stato trasmesso alla 14ª Armata. La ricostruzione della sequenza di ordini tra i vari comandi fornita al processo risulta nel complesso coerente, nonostante alcune incongruenze tra le varie deposizioni.

### Tesi dell'accusa
Sulla base di questa versione dei fatti, secondo l'accusa il rapporto di dieci a uno stabilito dall'imputato era eccessivo; l'accusa sostenne che l'ordine dato al generale Mackensen di fucilare dieci italiani per ogni tedesco morto nel corso dell'attentato era stato impartito da Kesselring, in seguito nel corso della notte era arrivato dal quartier generale di Hitler un secondo ordine che imponeva di affidare l'esecuzione agli uomini del Sicherheitsdienst (SD). Pertanto per l'accusa Kesselring era responsabile per aver stabilito le rappresaglie in un rapporto di dieci a uno giudicato «eccessivo». Inoltre, avendo trasmesso gli ordini alla 14ª Armata alle sue dipendenze, era il responsabile delle modalità con cui tali ordini erano stati eseguiti.
L'accusa sottolineò che, in particolare dopo l'attentato di via Rasella, era giustificato prendere degli ostaggi e procedere anche alla distruzione delle proprietà private, ma non poteva essere giustificato il togliere la vita agli ostaggi.

### Tesi della difesa
Per la difesa Kesselring, avendo limitato le esecuzioni ai condannati a morte, aveva eseguito gli ordini che gli erano stati impartiti nel modo più umano a lui possibile; inoltre, poiché il secondo ordine incaricava dell'esecuzione l'SD, l'imputato era sollevato da ogni responsabilità sulle modalità di esecuzione e per questo non aveva mai indagato sulle stesse. La difesa invece obiettava che, nel trasmettere gli ordini a Mackensen, Kesselring si era prima accertato che nelle carceri vi fosse un numero sufficiente di persone già condannate a morte per altri reati o comunque detenuti per reati passibili di pena di morte specificandolo negli ordini impartiti: «uccidere ostaggi condannati a morte» in modo da escludere degli innocenti. In secondo luogo sempre secondo la difesa l'ordine emanato dal comando di Hitler di affidare la questione al Sicherheitsdienst sollevava da ogni responsabilità Kesselring che poi non prese parte all'eccidio.
In breve, secondo il procuratore militare, la difesa di Kesselring consisteva nel limitare il suo ruolo alla trasmissione di un messaggio all'SD.
Inoltre, l'avvocato Laternser presentò una copia del regolamento militare per la guerra terrestre dell'Esercito degli Stati Uniti (fornitogli dal colonnello statunitense Notestein), che al paragrafo "Rappresaglia" tra l'altro prevedeva:
La difesa riteneva che in casi estremi anche l'uccisione di ostaggi era legittima e a tal proposito citò un saggio di diritto militare tedesco del 1941 che riportava: «Gli ostaggi sono tenuti in una specie di custodia a fini di sicurezza. Essi garantiscono con la loro vita della giusta condotta dell'oppositore. Secondo le usanze di guerra, si deve annunciare sia che si prendono degli ostaggi sia la ragione per cui essi sono presi. Soprattutto, la presa di ostaggi deve essere portata a conoscenza di coloro della cui legittima condotta gli ostaggi sono garanzia. Se si verifica l'evento per garantirsi contro il quale gli ostaggi sono stati presi, se per esempio la parte avversaria persiste nella sua condotta contro legge, gli ostaggi possono essere uccisi».

### Tesi delJudge advocate
Il procuratore militare Stirling rilevò l'illegittimità delle azioni dei partigiani, non essendo questi legittimi belligeranti in quanto non appartenevano alle forze armate regolari del loro Paese, non vestivano l'uniforme e non portavano segni di riconoscimento. Kesselring aveva pertanto l'indiscutibile dovere di proteggere i suoi uomini dai loro attacchi insidiosi. Precisamente, Stirling dichiarò:
La legittimità dell'ordine impartito da Kesselring dopo l'attentato di via Rasella fu una delle questioni più controverse che la Corte fu chiamata a dirimere. Si delineò finanche uno scenario in cui Kesselring avrebbe potuto essere condannato soltanto per le quindici esecuzioni eccedenti la fissata proporzione di dieci italiani per ogni tedesco ucciso a via Rasella. Tali uccisioni infatti non potevano essere giustificate neppure ammettendo la legittimità dell'ordine, sulla cui esecuzione il feldmaresciallo era tenuto a vigilare.

## La seconda imputazione
Il secondo capo d'imputazione era: «aver incitato e ordinato [...] alle forze [...] sotto il suo comando di uccidere civili italiani per rappresaglia, cosa per cui numerosi civili italiani sono stati uccisi».
Per la seconda imputazione si dava per assodato che il feldmaresciallo Wilhelm Keitel avesse assegnato a Kesselring il comando di tutte le operazioni contro i partigiani in Italia pertanto tutti i reparti della Wehrmacht e delle SS. Kesselring il 17 giugno 1944 aveva emanato il primo bando contro i partigiani: «La lotta contro i partigiani deve essere condotta con tutti i mezzi a nostra disposizione e con la massima severità. Io proteggerò qualunque Comandante che, nella scelta e nella severità dei mezzi adottati nella lotta contro i partigiani, ecceda rispetto a quella che è la nostra abituale moderazione. Vale al riguardo il vecchio principio per cui un errore nella scelta dei mezzi per raggiungere un obiettivo è sempre meglio dell'inazione o della negligenza... i partigiani devono essere attaccati e distrutti». Il 28 giugno 1944, tramite telegrafo, Kesselring accusò le potenze alleate di aver incitato la popolazione italiana «ad assalire le postazioni militari tedesche, ad attaccare le sentinelle pugnalandole alle spalle e ad uccidere quanti più tedeschi potevano». Il 1º luglio fu infatti emesso un secondo bando in cui minacciava che «laddove c'erano numeri considerevoli di gruppi partigiani, una parte della popolazione maschile di quell'area doveva essere arrestata. Nel caso in cui fossero stati commessi atti di violenza, questi uomini sarebbero stati uccisi», concludendo che «Tutte le contromisure devono essere dure ma giuste. Lo richiede la dignità del soldato tedesco».

### Tesi dell'accusa
L'accusa presentò sul banco delle prove più di venti rappresaglie tedesche particolarmente efferate di cui erano rimaste vittime anche donne e bambini svoltesi nell'estate 1944. Al riguardo fu citata una lettera di Kesselring del 21 agosto 1944 in cui sottolineava che «si erano verificati nelle ultime settimane casi che arrecavano il più grave danno alla dignità e alla disciplina delle forze armate tedesche, e che non avevano nulla a che fare con le misure punitive». Al riguardo fu citato un altro ordine alle truppe in cui sottolineava come anche Mussolini avesse fermamente protestato per le rappresaglie indiscriminate: «Il Duce mi ha riferito di casi recenti che risultano rivoltanti per il modo in cui sono stati condotti e che stanno inducendo anche gli elementi pacifici della popolazione a passare dalla parte del nemico o dei partigiani».
Sulla base degli ordini diramati da Kesselring, in particolare quello emanato il 17 giugno, l'accusa li ritenne un incitamento a commettere eccessi, soprattutto basandosi sull'espressione «proteggerò qualunque Comandante» e che solo il 24 settembre, proprio a causa di diversi eccessi, ordinò di cessare le rappresaglie. Pertanto sempre secondo l'accusa gli eccessi compiuti dall'esercito tedesco sono responsabilità di chi ne aveva il comando.

### Tesi della difesa
La difesa obiettò invece che gli ordini emanati da Kesselring non potevano essere giudicati illegali e che le garanzie fatte ai comandanti di reparto servivano a coprirli da eventuali contestazioni di elementi moderati che vedevano le rappresaglie «politicamente indesiderabili» ma che in ogni caso «dovevano essere dure, ma giuste». Per quanto riguardava invece i casi di uccisioni indiscriminate la difesa, pur rigettandone alcuni casi, attribuì la responsabilità agli effettivi esecutori sostenendo che non potevano essere attribuite all'imputato.

## La relazione degli osservatori statunitensi
Entrambi gli osservatori statunitensi giudicarono le prove presentate insufficienti a sostenere la condanna di Kesselring.

## La condanna
Il 6 maggio 1947 la Corte giudicò Kesselring colpevole in relazione a entrambi i capi d'accusa e lo condannò a morte tramite fucilazione. Tuttavia, il 29 giugno, la condanna a morte di Kesselring, così come le analoghe condanne inflitte l'anno precedente ai suoi sottoposti Eberhard von Mackensen e Kurt Mälzer, fu commutata nel carcere a vita dal generale John Harding, a cui, in qualità di comandante in capo delle forze britanniche in Europa, spettava il giudizio di secondo grado. Reclusi nel carcere di Werl, Mälzer vi morì nel marzo 1952, mentre Kesselring e von Mackensen furono graziati nell'ottobre dello stesso anno.
Riguardo alla rappresaglia delle Fosse Ardeatine la Corte la giudicò un crimine di guerra, però non risultando chiaro se il crimine riguardasse l'eccessivo numero di vittime nel rapporto di uno a dieci o se come suggerito dall'accusa: «Comunque la pensiate sul Diritto Internazionale e sulle rappresaglie, chiaramente cinque di questi 335 italiani sono stati assassinati. È stato un crimine di guerra, e da qui non si sfugge. Non c'erano ordini del Führer a coprirlo, ed era al di fuori di qualunque rappresaglia». Riguardo alle rappresaglie sui civili compiute a seguito dei bandi emanati da Kesselring la Corte non entrò nel merito se queste fossero o meno legittime e l'accusa sottolineò come a suo avviso «il Feldmaresciallo deliberatamente, e consapevolmente, quando ha prodotto quegli importanti ordini, li aveva prodotti in forma tale che sapeva quali sarebbero stati i loro risultati e che, nel redigere questi ordini, egli intendeva produrre questi risultati».

## Revisione storiografica
Secondo lo storico americano Richard Raiber, Kesselring affermò falsamente di essere rientrato al suo quartier generale sul Monte Soratte la sera del 23 marzo 1944, dopo aver svolto un'ispezione presso il fronte a Cassino, mentre in realtà in quei giorni si trovava in Liguria, non lontano da Bonassola. In tale località il 24 marzo erano stati catturati quindici militari americani dell'OSS intenti a distruggere una galleria ferroviaria (Operazione Ginny II), i quali erano poi stati fucilati il 26 marzo senza regolare processo. Nella tesi di Raiber, Kesselring temeva di essere condannato a morte qualora fosse emersa una sua responsabilità in tale crimine (che Raiber considera sussistente). La condanna a morte era infatti stata la pena inflitta per i fatti di Bonassola al generale Anton Dostler, suo subordinato, fucilato il 1º dicembre 1945 ad Aversa.